# Turanoclytus namaganensis
Turanoclytus namaganensis är en skalbaggsart som först beskrevs av Lucas Friedrich Julius Dominikus von Heyden 1885.  Turanoclytus namaganensis ingår i släktet Turanoclytus och familjen långhorningar.
Artens utbredningsområde är:
- Afghanistan.
- Kazakstan.
- Turkmenistan.

Inga underarter finns listade i Catalogue of Life.